# 排骨

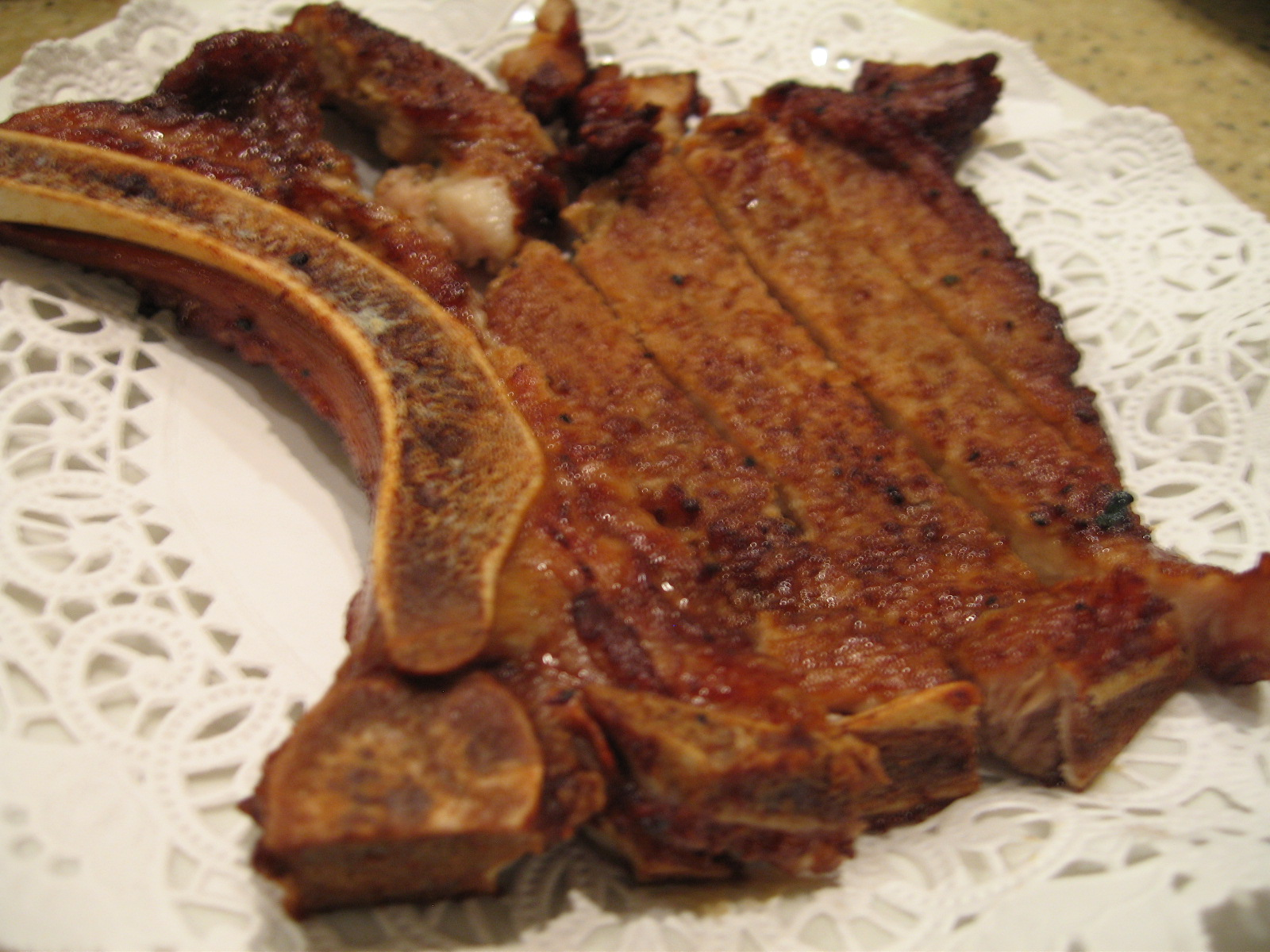
中華式に調理した排骨

排骨（拼音: páigǔ パイグゥ、日本式発音: パイクー）は、中国語で豚などのスペアリブ、すなわち骨付きばら肉（肋肉）の意味。欧米ではポークリブ（Pork ribs）と呼び、ソースを絡めてバーベキューなどに用いられることが一般的である。
青森県三沢市ではこの部位の軟骨を「パイカ」「肩パイカ」と呼ぶ。

## 概要
油で揚げてから、さらに醤油味のタレで煮付ける場合もある。
また、スペアリブ以外に骨なしのばら肉やロース肉で代用したものも「排骨」と呼ぶことがある。
片栗粉でとろみをつけた醤油味のタレとともに白飯にのせたものは排骨飯（パイクゥファン、日本式発音：ぱいこーはん、ぱーこーはん）、衣をつけて油で揚げたものを醤油味のラーメンにのせたものは排骨麺（パイクゥミェン、日本式発音：ぱいこーめん、ぱーこーめん）あるいは排骨ラーメンと呼ばれる。総じて、台湾の排骨麺の方が日本のものよりも肉のサイズが大きく、また通常骨がついたままの肉が提供される。日本のものは台湾と異なり骨なし肉で供されることが多いほか、家庭で作られる際は生のスペアリブの入手性から前述のように他の部位で代用されたり、惣菜等で既製品の揚げ物の豚肉で代用することもある。
北米の中華料理でも骨付き豚ばら肉 Pork ribs（ポークリブ又はバックリブ）は定番メニューだが、調理方法が異なっている。北米の中華風ポークリブは揚げず、ローストしたポークリブに甘辛の中華風バーベキューソースを絡めて作る。

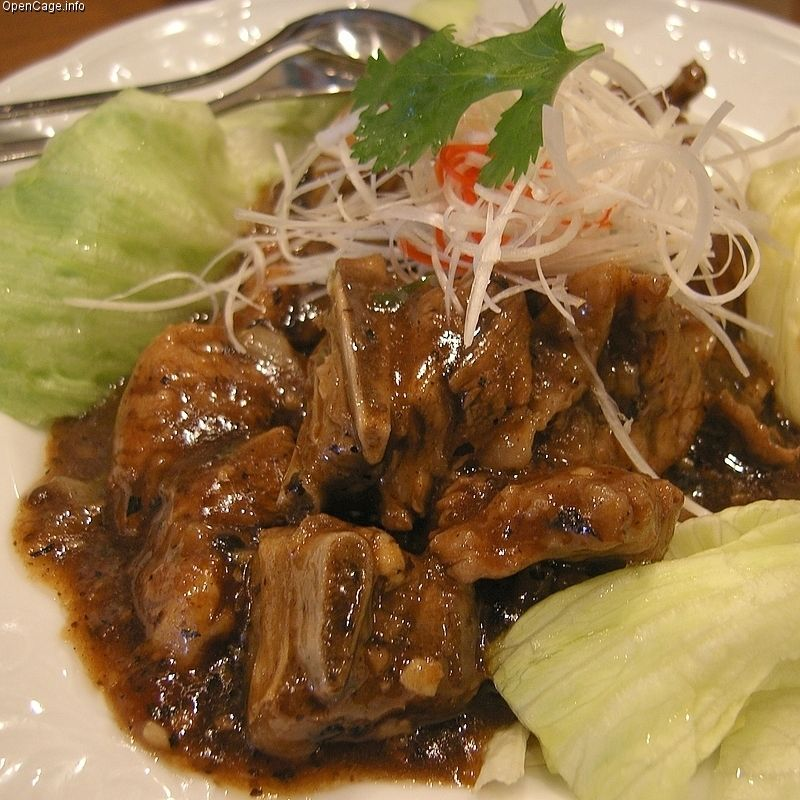
排骨の豆豉（トウチー）蒸し
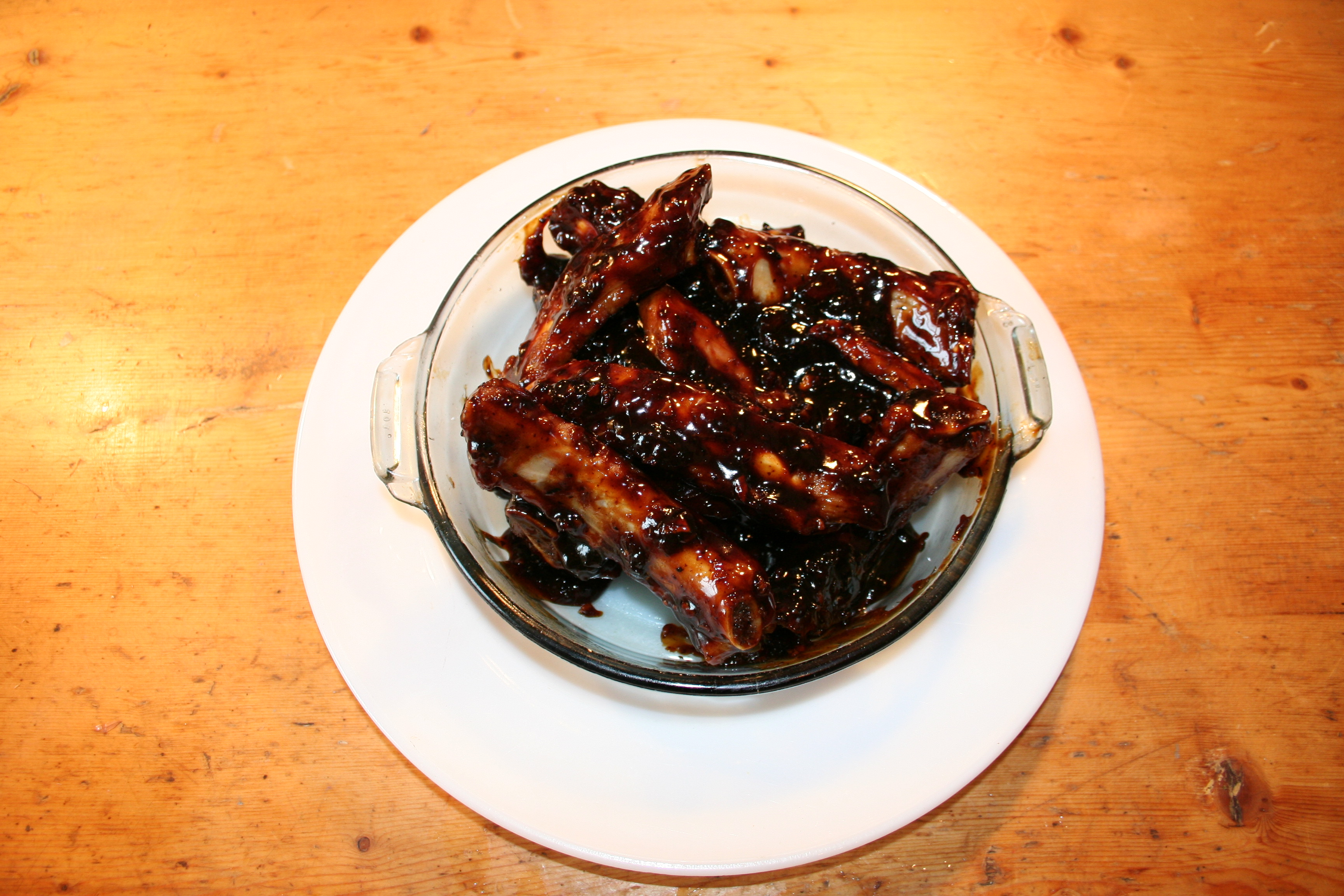
北米式中華料理のポークリブ
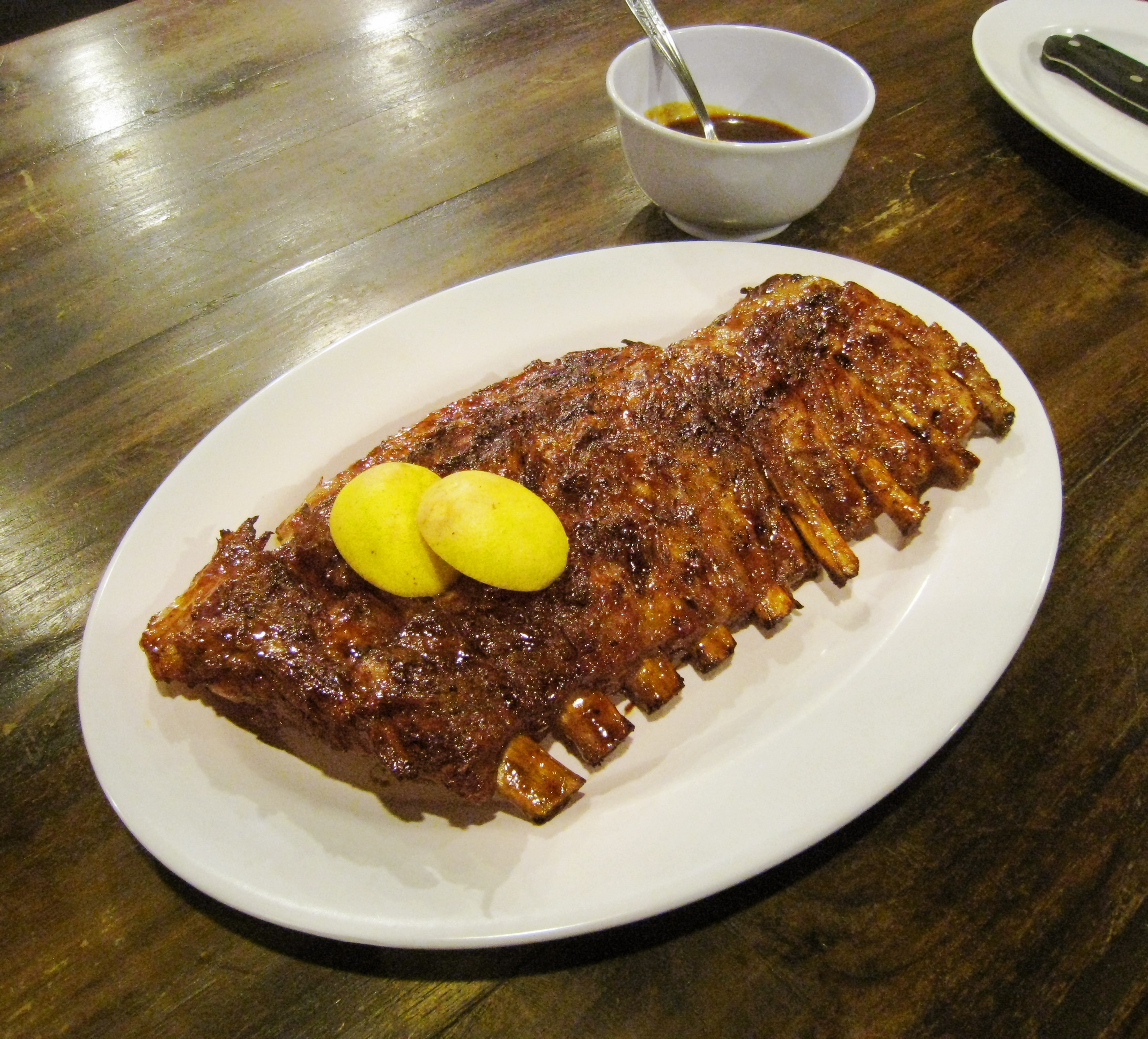
バリ風ポークリブ
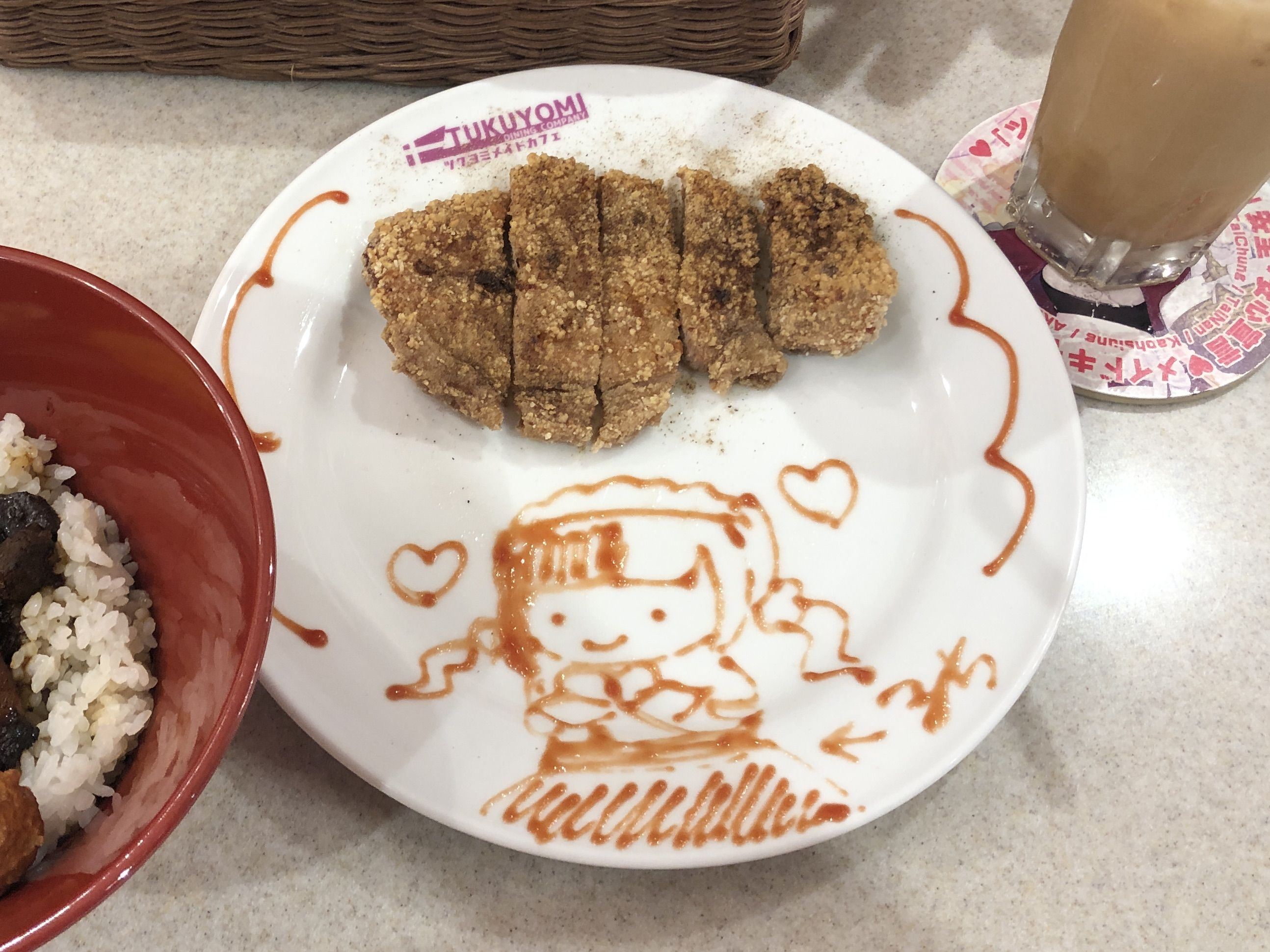
日本のメイド喫茶で提供された排骨

## 排骨飯
白飯の上に揚げた排骨を乗せた料理、「猪排飯」（豬排飯 / 猪排饭）とも。台湾では飲食店の他、台鉄便当（臺鐵便當 / 台铁便当、すなわち駅弁）での販売が有名であり、鶏腿便当（雞腿便當 / 鸡腿便当）や魯肉便当（魯肉便當 / 鲁肉便当）と並ぶ観光客向けの定番人気商品である。

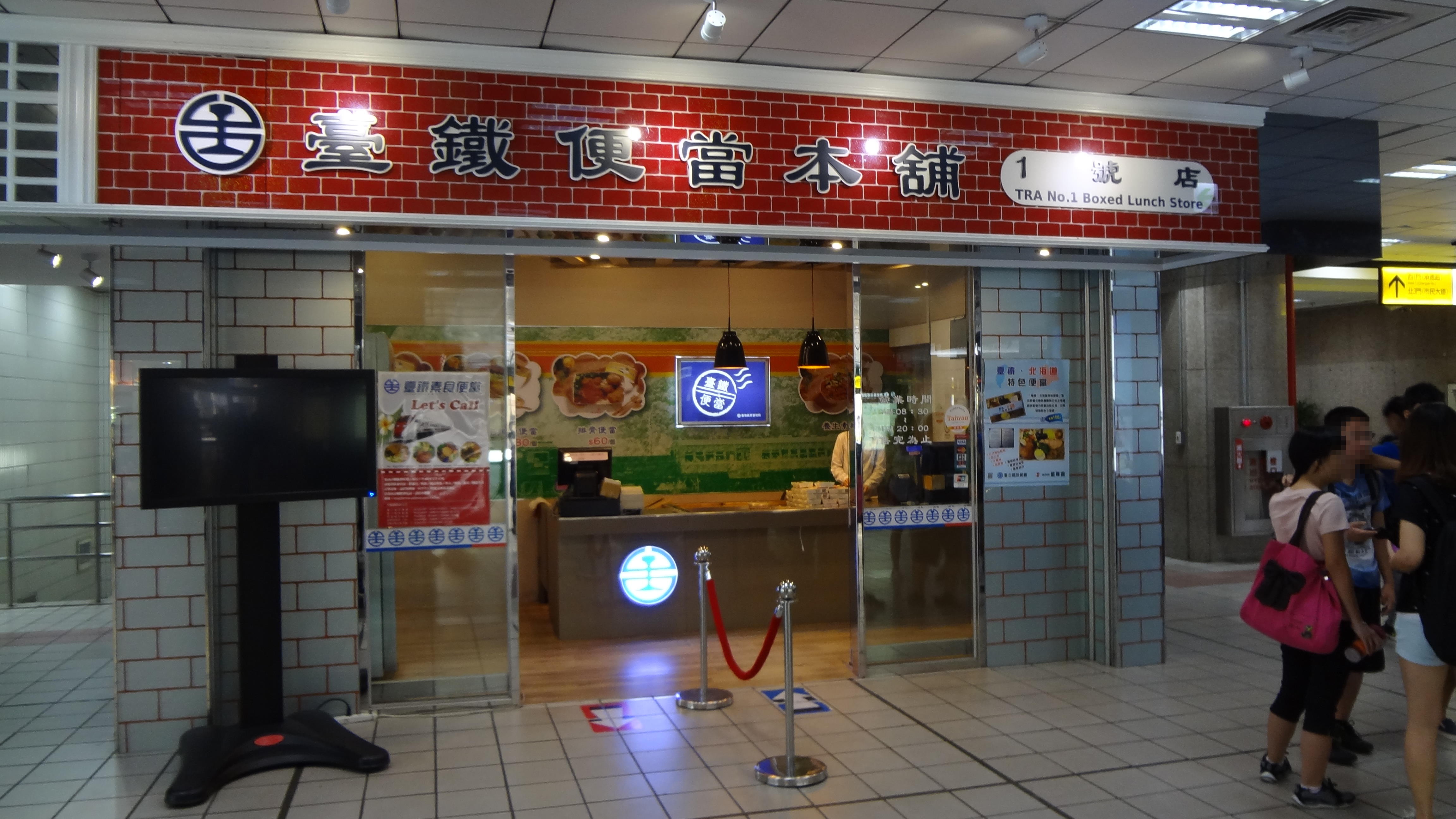
売店
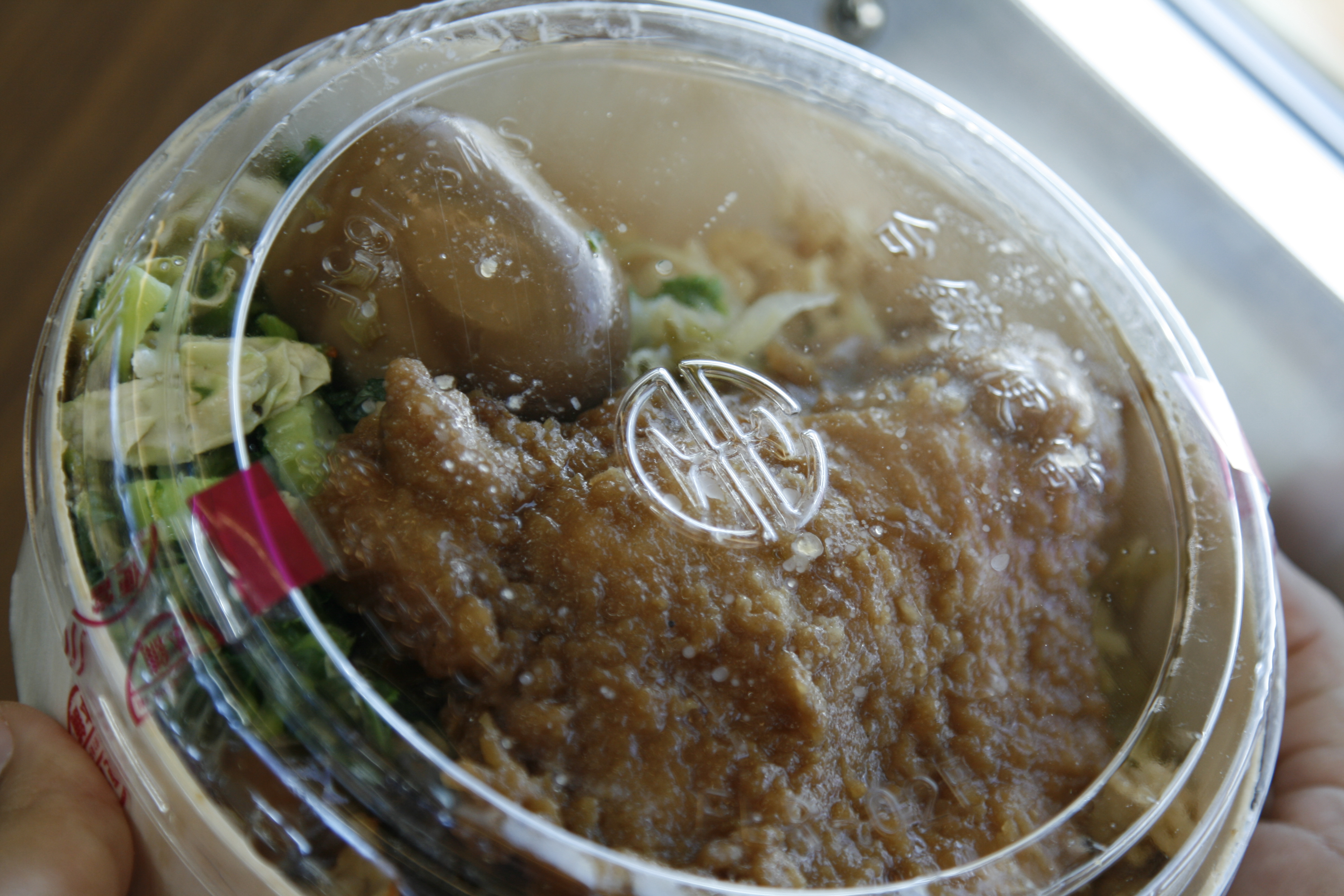
排骨便当1
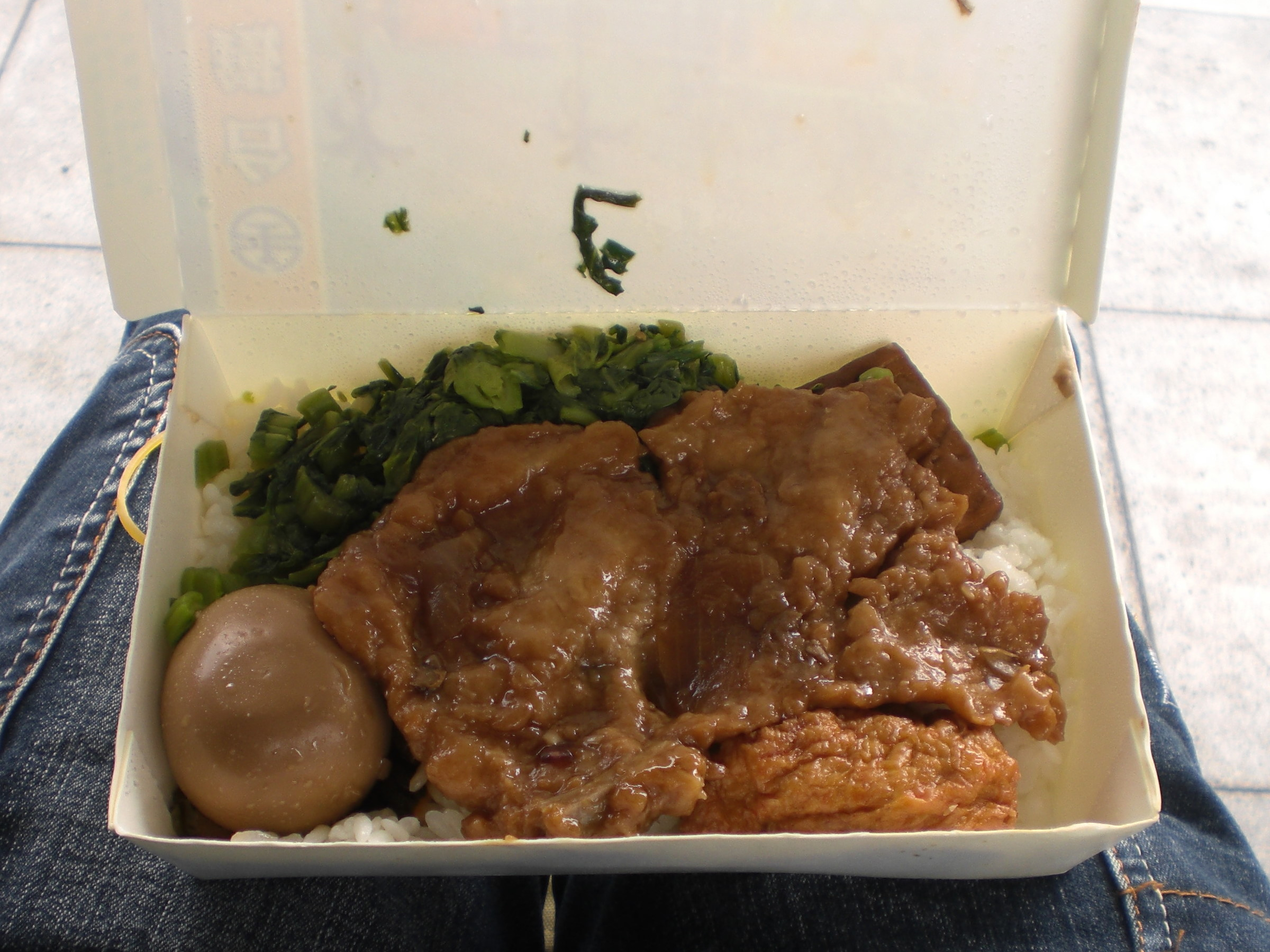
排骨便当2
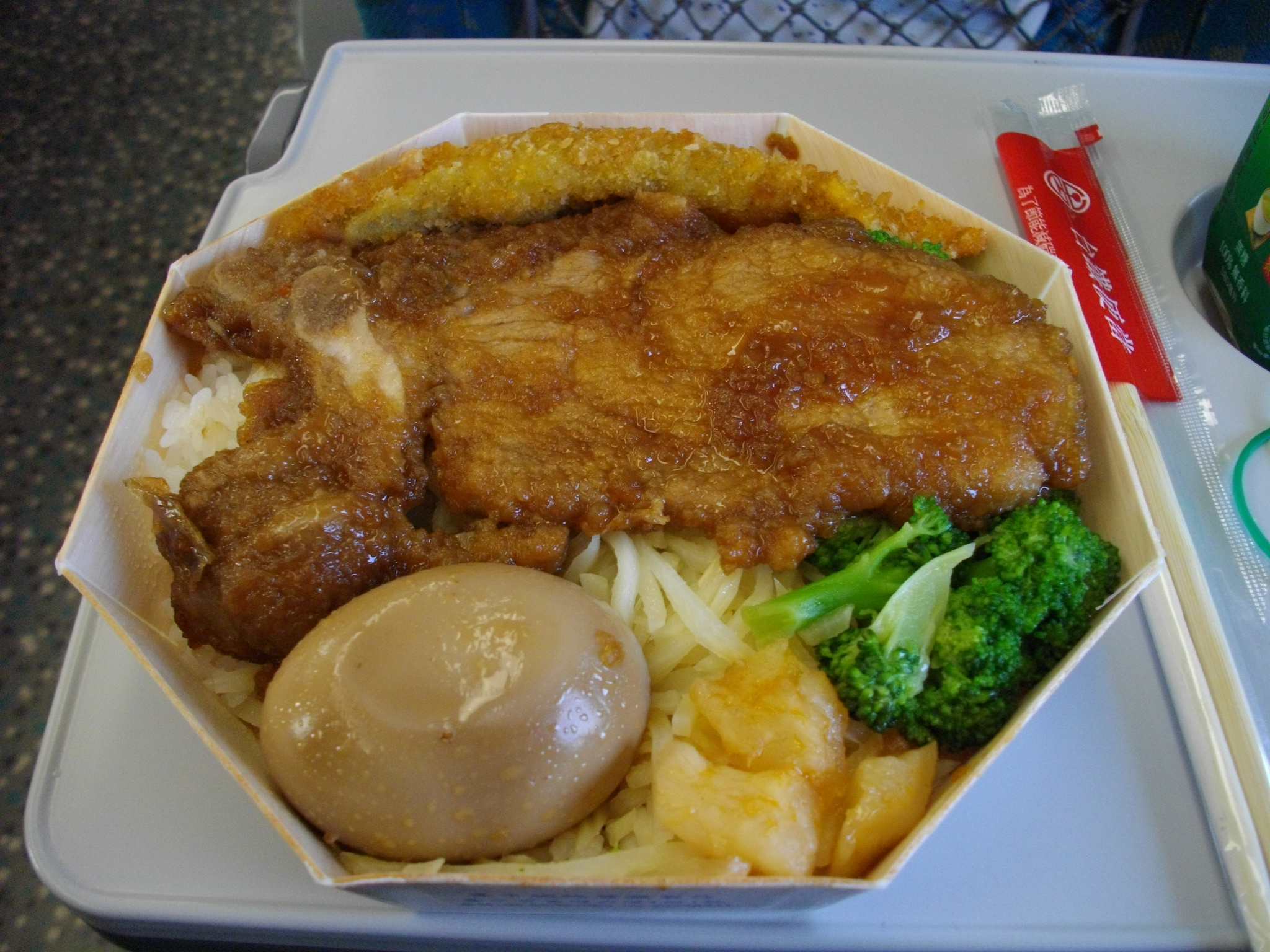
排骨便当3
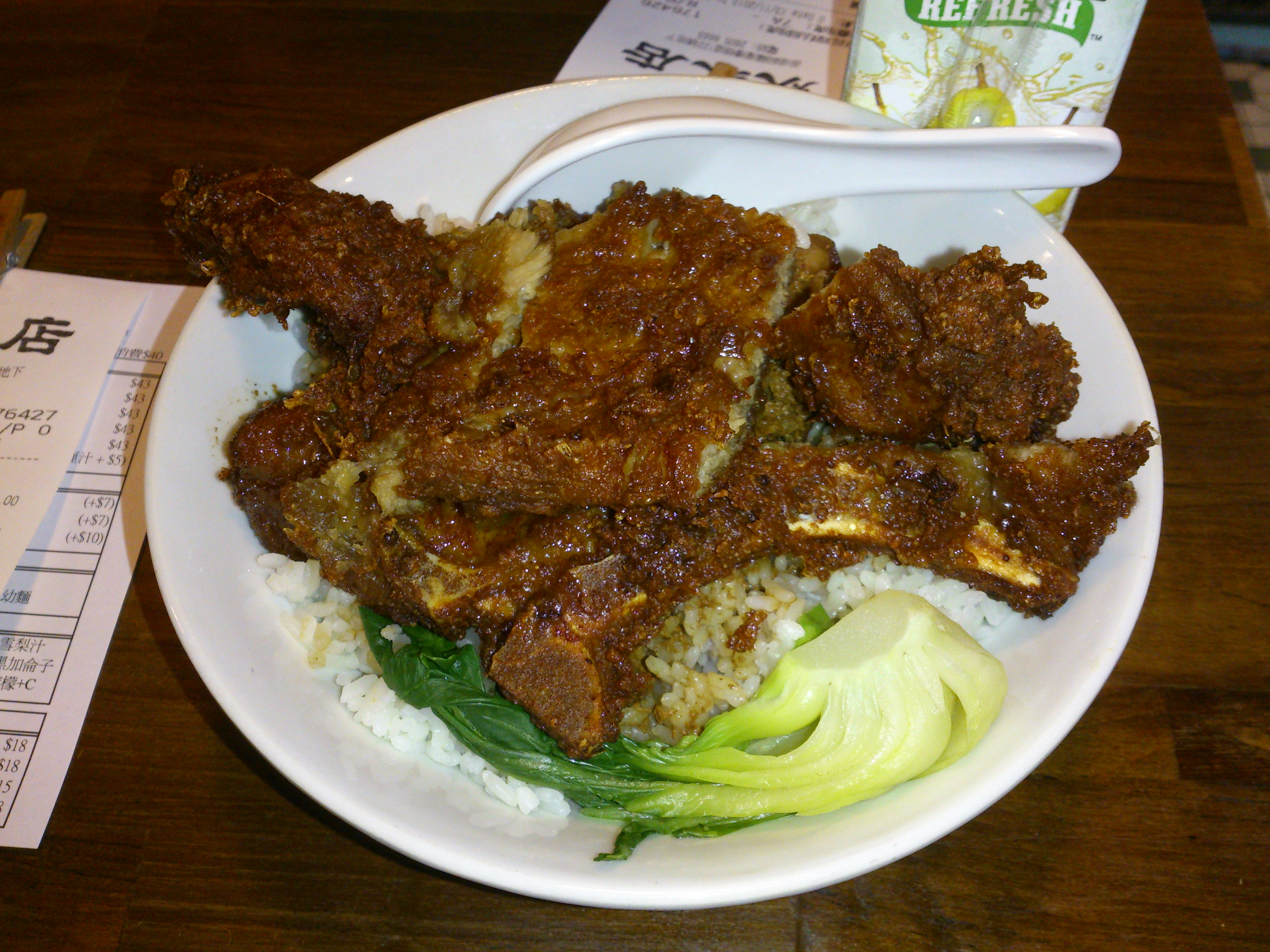
台湾猪排飯